# Matinum
Matinum o Matino era una città costiera della Daunia durante l'epoca romana, ricordata dai poeti latini Orazio e Lucano.
La localizzazione dell'antica città è probabilmente da identificarsi con le vestigia nella contrada Agnuli dell'odierna Mattinata in provincia di Foggia.

## Storia
Il toponimo Matinum potrebbe essere, con ogni probabilità, la romanizzazione del toponimo Apeneste. Tale ipotesi è corroborata dalla concomitanza di ritrovamenti e reperti sia di epoca greca che romana nello stesso luogo, della stessa localizzazione del sito che ne fanno i geografi, da Claudio Tolomeo fino ad autori alto-medioevali, e dalla perfetta simmetria fra i significati del toponimo Apeneste e del toponimo Matinum (i quali rimandano entrambi all'idea del sole che sorge).
Il poeta latino Orazio ricorda Matinum per tre volte: per il naufragio e la morte di Archita, per le sue api e per i suoi monti.
Secondo le indicazioni di Orazio - Odi 1, 28 - ("...Te maris et terrae numeroque carentis harenae / mensorem cohibent, Archyta, / pulveris exigui prope litus parva Matinum / munera..." Traduzione: "...Tu misuratore del mare e della terra e delle immensurabili arene, ti coprono, o Archita, pochi pugni di polvere presso il lido Matino...") è nella baia di Matinum (Litus Matinum) che naufragò in seguito ad una tempesta il grande Archita di Taranto (filosofo, matematico, politico, scienziato, stratega, musicista, astronomo, uomo di stato nonché generale greco antico, ricordato da Cicerone come "Virum magnum in primis et praeclarum") e ivi sepolto.
Orazio, nel Libro IV delle Odi, paragona sé stesso all'apis Matina dicendo: "Ego apis Matinae more modoque grata carpentis thyma per laborem plurimum circa nemus uvidique Tiburis ripas operosa parvus carmina fingo." Traduzione: "Io, per tradizione di stile, sono l'ape matina, che sugge, nei boschi e lungo le rive umide di Tivoli, il dolce timo con la fatica di sempre e così nei miei limiti compongo un canto laborioso."
Infine il poeta di Venosa ricorda Matinum negli Epodi, nominandone il monte (riferendosi al "Mons matinus", ovvero l'attuale Monte Saraceno) "...quando Padus Matina laverit cacumina, in mare seu celsus procurrerit Appenninus" Traduzione: "...quando il Po lambirà le cime del Matino, e dall'alto l'Appennino strapiomberà nel mare...".
Anche il poeta Lucano (Pharsalia, IX, 182-185) ricorda Matinum sul Gargano: "sic, ubi depastis summittere gramina campis et renovare parans hibernas Apulus herbas igne fovet terras, simul et Garganus et arva Volturis et calidi lucent buceta Matini" Traduzione:"Nello stesso modo - allorché l'Àpulo si prepara a rinnovare il foraggio nei campi dove le greggi hanno già pascolato e a procurare erba fresca per l'inverno, e riscalda perciò il terreno con il fuoco - il Gargano, i campi del Vùlture ed i pascoli del caldo Matino risplendono di fuochi".

### Decadenza
L'antica città probabilmente venne assalita più volte dai Saraceni nel periodo fra il 971 e il 980 d.C. e, dopo l'anno 1000, il toponimo di Matinum scompare dalle fonti e dalle carte geografiche. È ipotizzabile quindi una distruzione della città agli albori del secondo millennio.
Nel 1103, in un documento di Monte Sant'Angelo del normanno Guglielmo, si legge il nome di Matinata, derivante appunto da Matinum. Verosimilmente trattasi di una reminiscenza toponomastica della città distrutta. 
In una cartina nautica di Piri Reìs (cioè "Piri il comandante", nato Hadji Muhyieddin Piri Ibn Hajji Mehmed, ammiraglio e cartografo turco-ottomano) datata in un periodo compreso fra il 1520 e il 1554 circa (e presente nell'opera Kitab-i Bahriye "Il libro del mare"), segnala "Matinum" sulla costa, circondata da mura; tuttavia, carte nautiche di Piri Reis si rifanno a portolani a lui precedenti anche di secoli, e quindi non rappresentano prova che in quelle date vi fosse un porto nel sito indicato. In effetti, l'esistenza di un disegno (presente sulla copertina del libro Mattinata frazione di Monte Sant'Angelo tra '800 e '900 Vol. I: l'Ottocento di Luigi Gatta, Clauio Grenzi editore) del territorio di Mattinata datato 1594, evidenzia la totale assenza di un porto od anche di qualsiasi forma di insediamento urbano nell'entroterra mattinatese, fatta eccezione per poche torri d'avvistamento, "pagliai" e la Chiesa della Madonna della Luce. 
Quindi dall'anno 1000 fino agli albori del diciannovesimo secolo, per circa 8 secoli, fino al momento in cui un nucleo di pagliai va a costituire l'embrione del borgo che diventerà poi l'odierna Mattinata, nessuna notizia, menzione o citazione dell'antica città.

## Gli scavi archeologici
L'originaria Matinum romana, è visibile nelle ville risalenti al periodo fra I secolo a.C. e IV-V secolo d.C. I resti delle strutture evidenziano ancora gli ambienti di servizio, costruiti con il classico opus reticolum (Opera reticolata) e alcuni dolii destinati alla conservazione delle derrate alimentari.
Nel 1872 i ruderi della Matinum romana in località Agnuli (nei pressi del porto) vennero visitati dall'archeologo A. Angelucci, il quale li descrisse così:
"Ad oriente di Mattinata a poco più di un chilometro, sulla riva del mare ed anche dentro l'acqua sono avanzi di edifici dell'antica Matino (Matinum)...Su una ripa che s'innalza di tre o quattro metri dalle acque sono questi avanzi di antichi edifici. Un grosso muro è a 30 o 40 metri dentro il mare che vi frange e lo corrode di continuo senza averlo potuto dopo tanti secoli abbattere. Le mura dentro la terra a mano a mano che l'urto delle onde ne scalza le fondamenta cadono in gran pezzi come se fossero composti di una sola pietra. Vi sono pavimenti che restano in gran parte sospesi senza appoggio alcuno al di sotto, tanta è la tenacità del cemento che sono costruiti. Le mura sono reticolate composte di pietre quadrate di 10 centimetri circa di lato (vedi immagine). I pavimenti sono formati di mattoncelli posti a spina (spicata testacea di Vitruvio), detti Tiburtini, o perché a Tivoli si usavano di questa fatta, o perché colà si fabbricavano i mattoni a tal uopo. Vi si vede posto esattamente in pratica il modo descritto da Vitruvio per una tale costruzione, cioè un primo strato di piccole pietre (statumen); poi un secondo con scaglie di pietra (rudus), ambedue della grossezza di 12 dita (o mm. 228); quindi un terzo strato di argilla cotta, o mattone pesto (nucleus) grosso 6 dita (o mm. 114), e sopra questo pavimento propriamente detto. Le mura occupano pochissimo spazio, ma tutto il campo fra la strada ed il mare è seminato di pezzi d'embrici e di vasi. Egli è indubbio che questi ruderi appartengono all'antica Matino, cui allude ripetutamente Orazio e ricordata da Lucano. E da questo ebbe il nome moderno Mattinata, costruito lungi di là meno di due chilometri ove la vallata si eleva un cotal poco."
"La villa, la cui attività principale consisteva nella produzione dell'olio, ebbe una lunga vita: costruita nella seconda metà del I secolo a.C. conobbe una fase di probabile abbandono o di ridimensionamento tra II e III secolo; ristrutturata e notevolmente potenziata nella seconda metà del III, fu occupata fino alla prima metà del VI secolo. La villa di Mattinata, la cui produzione olearia raggiungeva in età tardoantica un'entità molto considerevole, costituisce pertanto uno dei documenti più significativi della vitalità economica dell'Apulia", scrisse Giuliano Volpe. 
Sono state inoltre raccolte e prelevate (grazie agli scavi archeologici condotti dalla Soprintendenza della Puglia in due riprese: nel 1975/76 dirette da Ettore De Juliis e nel 1987 da Giuliano Volpe) ceramiche, anfore, monete, utensili e strumenti vari oltre a povere sepolture, di epoca successiva (circa VII secolo d.C.):
"Sul sito non mancano tracce di occupazione abusiva e degradata, da mettere in rapporto forse con un piccolo villaggio (VI-VII secolo), documentato da alcune capanne e da povere sepolture, insediatosi sulle strutture della villa abbandonata." scrisse Giuliano Volpe

## Ipotesi
Alcuni autori, tra i quali il matinese Carlo Coppola, ritengono che la fondazione della Matino nel Salento si debba ad alcuni profughi provenienti dall'antica Matinum sul Gargano. Il chiaro riferimento al sole che nasce adottato nello stemma della Matino salentina, adottato in epoca normanna, che mostra proprio un sole che sorge tra due colline, potrebbe non costituire una semplice coincidenza, bensì rimandare effettivamente all'antica Matinum o Apeneste il cui nome significa appunto sole che sorge. 
La fondazione della Matino salentina sarebbe quindi avvenuta in seguito alla scomparsa di Matinum, avvenuta negli anni 970, a causa di un terremoto-maremoto oppure, molto probabilmente, per le continue incursioni saracene che, devastando il territorio garganico, resero invivibile la costa meridionale del promontorio dauno (Siponto fu occupata per alcuni anni), e di Matinum in particolare (è accertato storicamente che Monte Saraceno - località che porta ancora il nome dell'invasore - fu per anni un avamposto inespugnabile dei saraceni, fino all'intervento dell'imperatore Ottone I, che li scacciò definitivamente). 
In ogni caso, il fatto che la data di distruzione della Matino garganica e quella della fondazione della Matino salentina coincidano rappresenta, insieme all'analisi linguistica del toponimo, un indizio di sicura rilevanza circa le origini della seconda città.